# Udo Kissenkoetter
Udo Kissenkoetter (* 16. Juni 1938 in Frankfurt am Main; † 5. August 2014 in Neuss) war ein deutscher Politiker (SPD), Mediziner und Historiker. Er war unter anderem Vize-Bürgermeister der Stadt Neuss.

## Leben und Tätigkeit
Nachdem Kissenkoetter 1957 am Geschwister-Scholl-Gymnasium in Düsseldorf sein Abitur bestanden hatte, studierte er Zahnmedizin in Bonn, Köln und Düsseldorf. Er schloss das Studium mit der Promotion zum Dr. med. dent ab. 1962 ließ er sich in Neuss nieder, wo er 1966 eine eigene Praxis eröffnete. Neben seiner hauptberuflichen Tätigkeit als Zahnarzt widmete er sich dem Studium der Geschichte, Philosophie und Germanistik an der Universität Düsseldorf. 1975 promovierte er mit einer Arbeit über Gregor Strasser zum Dr. phil.
1975 wurde Kissenkoetter, der seit 1972 der SPD angehörte, erstmals in den Stadtrat von Neuss gewählt, dem er knapp dreißig Jahre lang angehörte. Nachdem er von 1975 bis 1981 den Parteivorsitz der SPD in seiner Heimatstadt und von 1987 bis 1993 den Fraktionsvorsitz seiner Partei im Stadtrat innehatte, amtierte er von 1993 bis 2004 als stellvertretender Bürgermeister der Stadt Neuss.

## Schriften
- Gregor Straßer und die NSDAP (= Schriftenreihe der Vierteljahrshefte für Zeitgeschichte. Bd. 37). Deutsche Verlags-Anstalt, Stuttgart 1978, ISBN 3-421-01881-2 (zugleich: Düsseldorf, Universität, Dissertation, 1975).
- Gregor Straßer – NS-Parteiorganisator oder Weimarer Politiker? In: Ronald Smelser, Rainer Zitelmann (Hrsg.): Die braune Elite. 22 biographische Skizzen (= WB-Forum. 37). Wissenschaftliche Buchgesellschaft, Darmstadt 1989, ISBN 3-534-80036-2, S. 273–285.